# Joachim Weber (Ökonom)

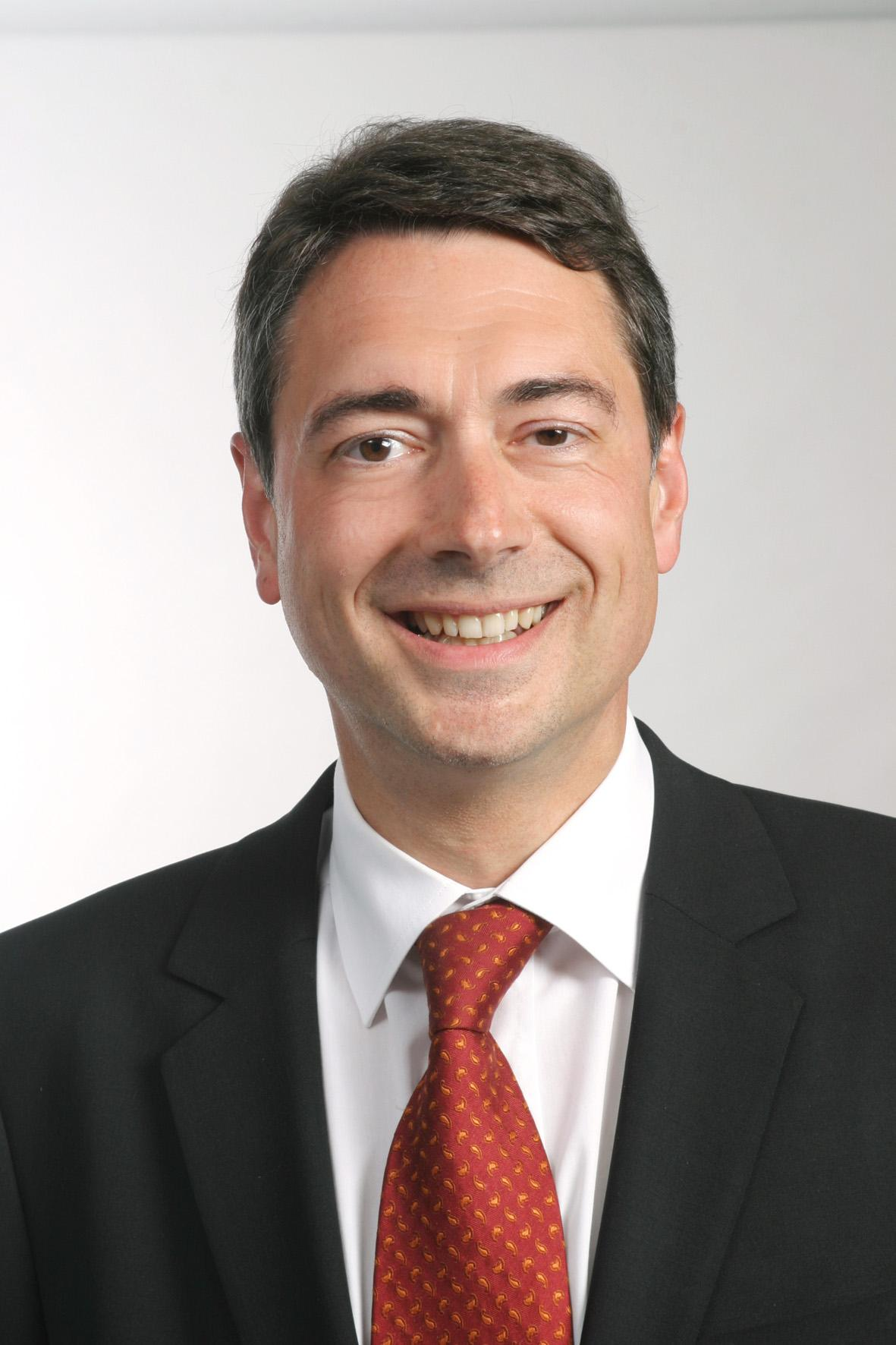
Porträt Joachim Weber (2008)

Joachim Weber (* 26. April 1959 in Stuttgart) ist ein deutscher Kaufmann und Hochschullehrer. Er ist Rektor der Dualen Hochschule Baden-Württemberg Stuttgart.

## Leben
Weber studierte Ingenieur- und Wirtschaftswissenschaften an der Universität Stuttgart und schloss dort als Diplom-Kaufmann ab. Seit 1986 arbeitete er als Gutachter, Berater und Trainer im Bereich der leistungs- und finanzwirtschaftlichen Steuerung von Unternehmen. 1991 wurde der auf dem Gebiet des Controlling international tätige Unternehmer unter Péter Horváth an der Universität Stuttgart promoviert. Zuvor war er dort von 1986 bis 1990 Wissenschaftlicher Mitarbeiter.
Weber ist seit 1990 hauptamtlicher Professor für Controlling und Rechnungswesen an der Berufsakademie Stuttgart, ab 1991 Verantwortlicher für Aufbau und Leitung der Studiengänge Industrie/Dienstleistung, Dienstleistungsmanagement sowie International Business Administration, die er bis 2006 als Studiengangsleiter leitete. Daneben war er von 1992 bis 2001 Wissenschaftlicher Leiter der Akademiebibliothek der Berufsakademie Stuttgart. Von 1992 bis 2002 war er zudem Lehrbeauftragter sowie zeitweise Lehrstuhlvertreter an der Universität Stuttgart, von 1993 bis 1996 Gastprofessor an der Technischen Universität Chemnitz und von 2001 bis 2006 Lehrbeauftragter an der Katholischen Universität Eichstätt-Ingolstadt. Als Gastdozent war er außerdem regelmäßig an verschiedenen Universitäten im Ausland tätig.
Weber wurde im Januar 2006 zum Direktor der Berufsakademie Stuttgart einschließlich der Außenstelle Horb ernannt, die als Duale Hochschule Baden-Württemberg Stuttgart ein Standort der 2009 umbenannten Dualen Hochschule Baden-Württemberg ist. 2018 begann seine dritte Amtszeit als Rektor der Hochschule. In seiner Amtszeit hat sich die Zahl der Studierenden an der Hochschule mehr als verdoppelt.
Weber engagierte sich außerdem an der The Open University in Großbritannien. Dort war er von 2007 bis 2015 Vorsitzender der Kommission für externe Qualitätsevaluation und -berichterstattung sowie von 2010 bis 2014 Mitglied des Validation Committee.

## Veröffentlichungen (Auswahl)
- Controlling im international tätigen Unternehmen: Effizienzsteigerung durch Transaktionskostenorientierung, Wahlen, München 1991, ISBN 978-3-8006-1544-5.
- Kosten- und Finanzplanung : ein Praxisleitfaden für Klein- und Mittelbetriebe, C.H. Beck, München 1992, ISBN 978-3-406-37007-6.